# Frederick Pethick-Lawrence
Frederick William Pethick-Lawrence, PC (Londra, 28 dicembre 1871 – Hendon, 10 settembre 1961), è stato un politico inglese di orientamento laburista.

## Biografia ed educazione
Nato Frederick Lawrence a Londra, era figlio di ricchi politici di tendenze unitarie, membri del partito liberale. Tre dei suoi zii da parte di padre, William, James ed Edwin, erano politici affermati in diversi ruoli, tra cui membri del parlamento ed un sindaco di Londra. Frederick studiò a Wixenford, Eton ed al Trinity College di Cambridge, dove divenne membro del club liberale dell'Università di Cambridge. Dopo gli studi divenne avvocato.

## Carriera politica

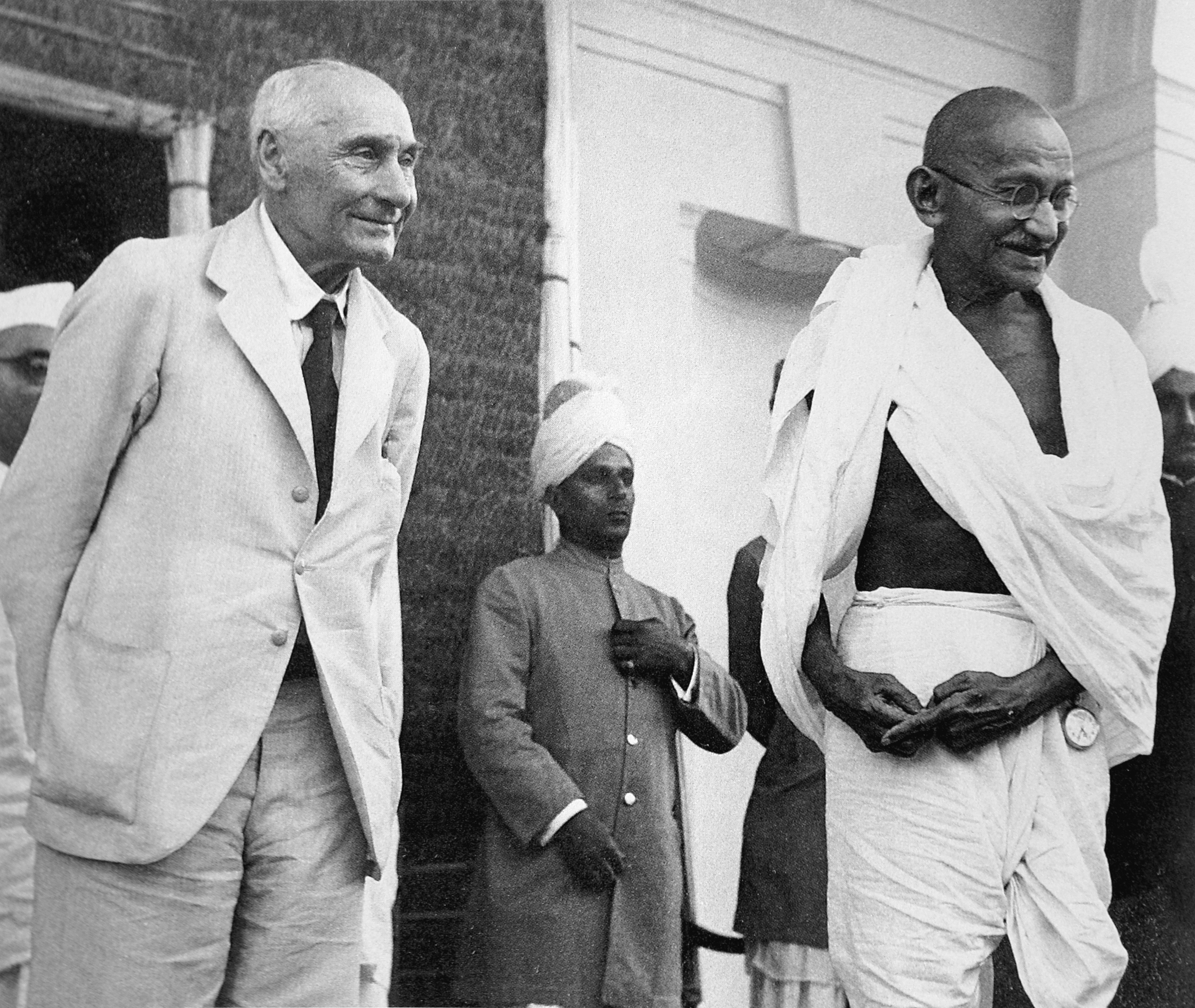
Lord Pethick-Lawrence con Gandhi nel 1946

Lawrence incontrò Emmeline Pethick, un'attivista di tendenze socialiste e favorevole al suffragio femminile. Si sposarono nel 1901, dopo che Lawrence stesso si convertì al socialismo inglese e, da quel momento in poi, adottò il cognome della moglie al fianco del suo (Pethick-Lawrence). Pubblicò numerosi giornali di sinistra e divenne presto attivista nel partito laburista inglese.
Il suo coinvolgimento nella WSPU (Unione Sociale e Politica Femminile), a favore dei diritti delle donne, lo portò ad una sentenza di nove mesi di prigione nel 1912, a seguito delle campagne di disobbedienza attiva guidate da Christabel Pankhurst, nonostante Lawrence si espresse contro le nuove forme di protesta che la WSPU stava mettendo in atto. Per tale ragione, Christabel ed Emmeline Pankhurst lo espulsero dall'organizzazione e, inoltre, la sua subita in prigione lo portò ad essere espulso anche dal ritrovo liberale Reform Club. All'inizio della prima guerra mondiale Lawrence contribuì alla fondazione dell'UDC (Unione per il Controllo Democratico), un'organizzazione pacifista di cui diventò tesoriere. A seguito di una sentenza del tribunale di Dorking nel 1918, ottenne la qualifica di obiettore di coscienza e continuò la sua vita come agricoltore nel Sussex.
Nel 1923, Lawrence fu eletto al parlamento inglese nel collegio di Leicester West, e fu segretario delle finanze del tesoro dal 1929 fino alla formazione del Governo Nazionale nel 1931; nelle successive elezioni subì il tracollo del partito laburista e perse il proprio seggio. Sarà nuovamente eletto ad Edinburgh East nel 1935 e nominato nel Consiglio Privato di Sua Maestà due anni dopo.
Dal 1942 in avanti operò ufficialmente come capo dell'opposizione al governo di coalizione presieduto da Winston Churchill e, nel 1945, fu nobilitato con il titolo di barone di Peasleake, nella contea del Surrey. Dal 1945 al 1947 fu inoltre Segretario di Stato per l'India e la Birmania, con un seggio nel governo e partecipò alle negoziazioni che portarono l'India all'indipendenza, nonostante le decisioni più importanti al riguardo siano da attribuire al primo ministro Clement Attlee.

## Vita privata
La moglie Emmeline morì nel 1954. Lord Pethwick-Lawrence si risposò in seguito con Helen Craggs e morì a Hendon, Londra, nel settembre del 1961.